# 神奈川県道723号関本小涌谷線

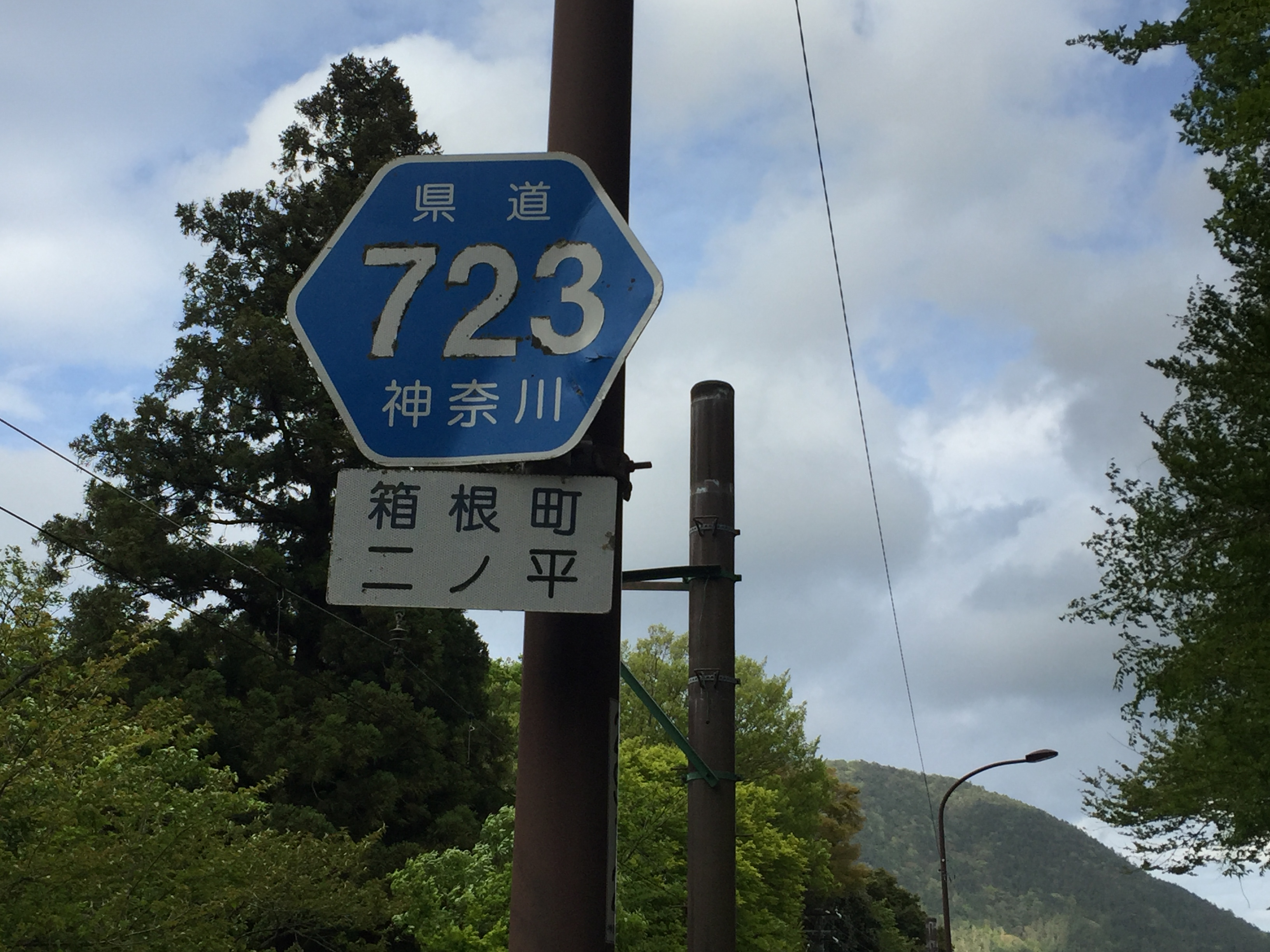
県道番号標示（箱根町二ノ平）

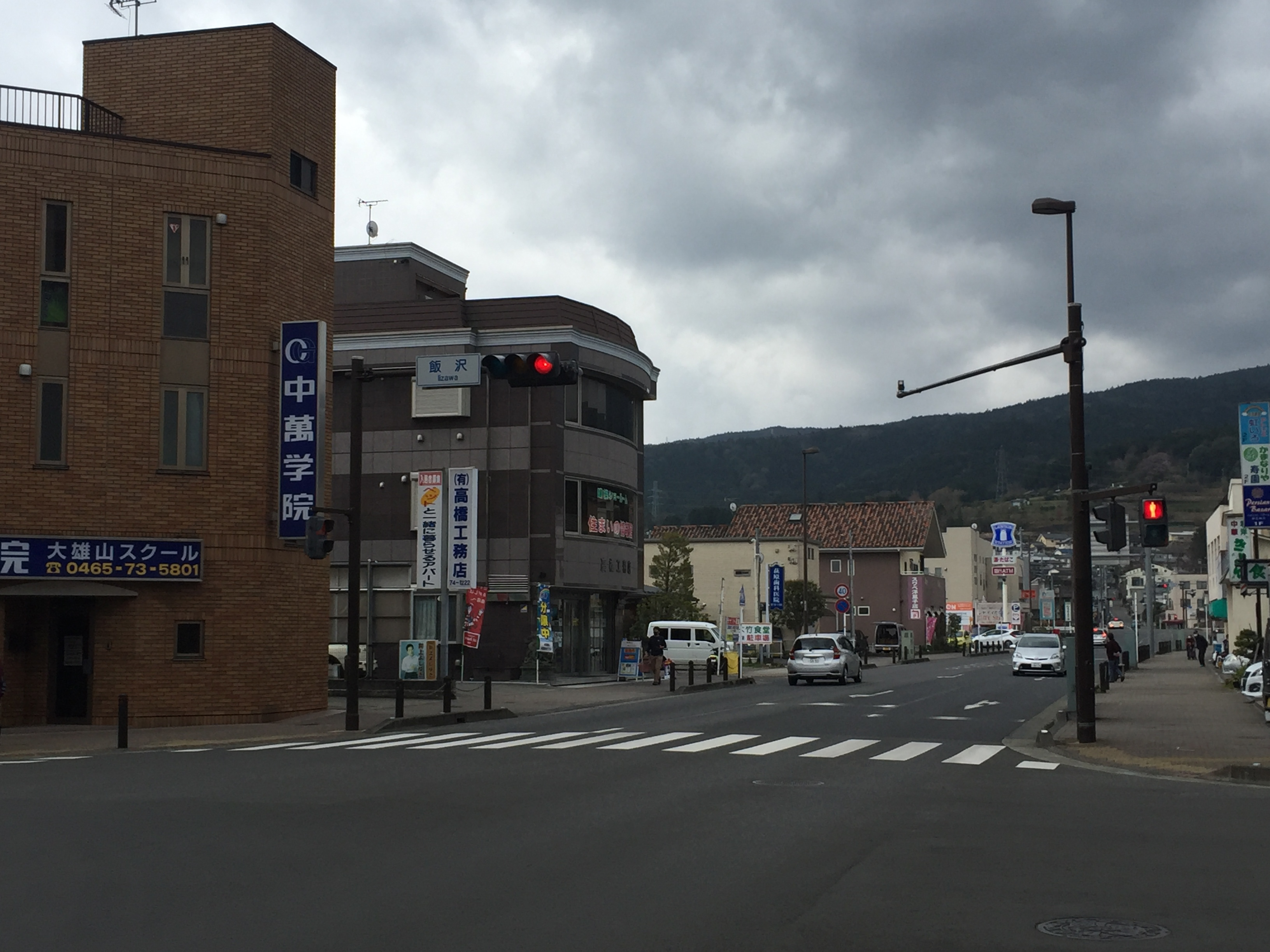
起点の飯沢交差点（南足柄市関本）

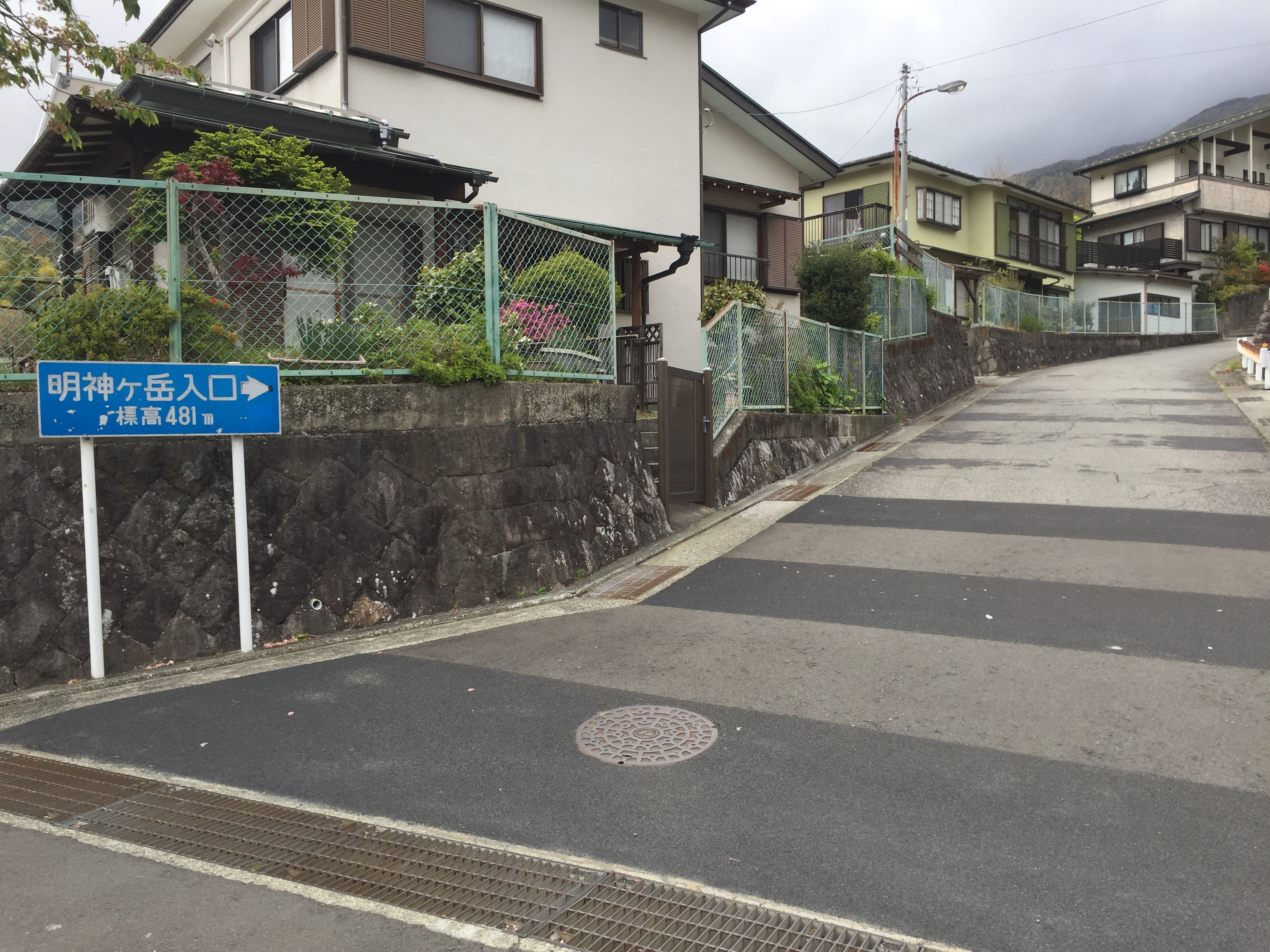
箱根町宮城野付近。明神ヶ岳への登山ルートにもなっている

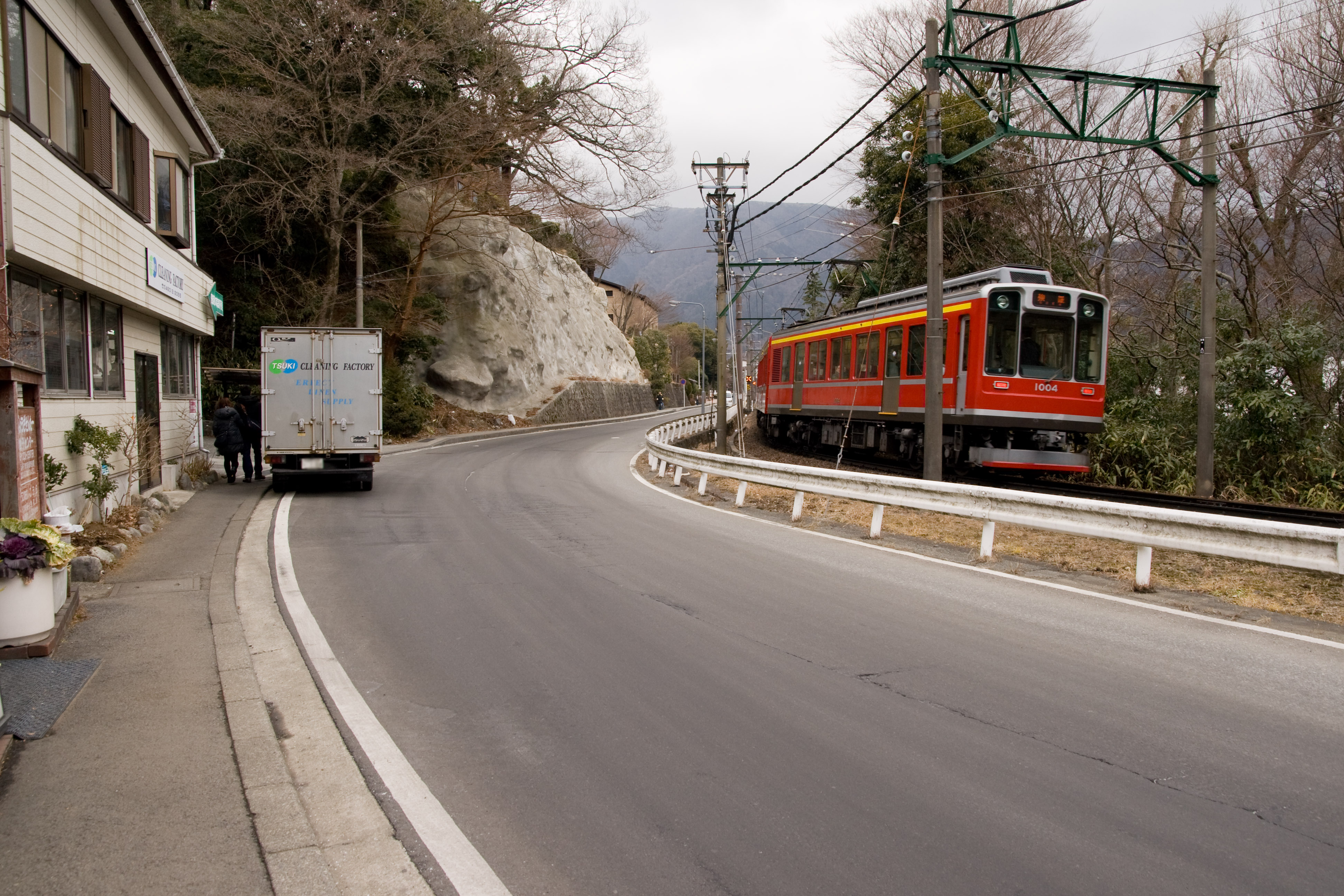
箱根登山電車との並走区間
（足柄下郡箱根町強羅）

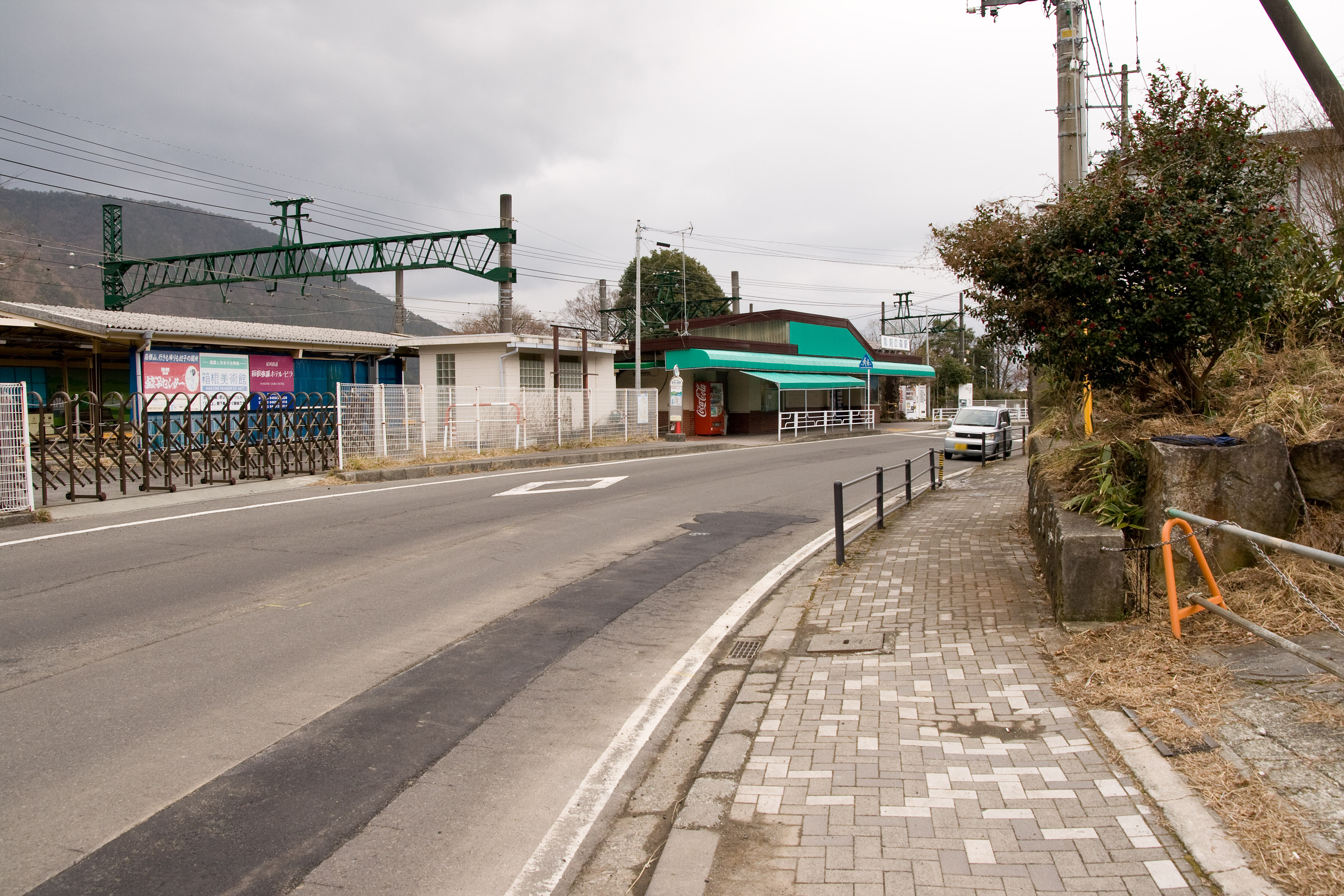
彫刻の森駅前の723号線
（足柄下郡箱根町二ノ平）

神奈川県道723号関本小涌谷線（かながわけんどう723ごう せきもと-こわくだにせん）は、神奈川県南足柄市と足柄下郡箱根町を通る一般県道。両市町を結ぶ区間には通行不能区間が存在する。

## 概要

### 路線データ
- 全長：14.0 km
- 起点：南足柄市関本 飯沢交差点（神奈川県道74号小田原山北線交点）
- 終点：足柄下郡箱根町小涌谷 信号交差点（国道1号交点）

南足柄市の大雄山最乗寺付近から箱根町宮城野までの間は通行不能。
南足柄市大雄町の仁王門から大雄山最乗寺へつながる約2kmは「てんぐのこみち」と命名された遊歩道が併設されている。

## 地理

### 通過する自治体
- 神奈川県
  - 南足柄市 - 足柄下郡箱根町

### 交差する道路
- 神奈川県道74号小田原山北線（神奈川県南足柄市飯沢交差点）
- 国道138号（神奈川県足柄下郡箱根町宮城野）
- 神奈川県道733号仙石原強羅停車場線 （神奈川県足柄下郡箱根町宮城野）
- 国道1号（神奈川県足柄下郡箱根町小涌谷）

### 沿線
- 大雄山駅
- 大雄山最乗寺
- 強羅駅
- 強羅温泉
- 彫刻の森駅
- 彫刻の森美術館
- 二ノ平温泉